# ألين لحود
ألين لحود (ولدت في 2 مارس 1981) هي مغنية وممثلة لبنانية، وهي ابنة المطربة سلوى القطريب والمنتج ناهي لحود. بين عام 1997 و 1999 بدأت ألين تغني بالإضافة إلى فن الدراما. في عام 2002 تخرجت من الجامعة اليسوعية مع لقب أول B.A في الاتصال والفن، وتخصصت بفن الإخراج والتمثيل. في عام 2003 عملت كمساعدة مخرج في فيلم Mes Cousines et Moi.

## جوائز
- حاصلة على الجائزة العالمية من تركيا في مهرجان Megahit
- فازت أيضاً ب "Charles Trenet International Trophee" في فرنسا
- جائزة من «الموركس دور» كأفضل موهبة واعدة 2004.
- نالت جائزة «الموركس دور» عام 2013 كأفضل أداء كممثلة وأفضل مطربة.

## مشاركات
- كانت عضو في لجنة تحكيم برنامج talenteen على قناة ال otv.
- كانت ضيفة شرف في برنامج ديو المشاهير 3
- في 25 كانون الثاني 2014 شاركت في برنامج the voice الموسم الثالث في فرنسا.

## أعمالها

### الغنائية
- لديها عدد من الأعمال أهمها على الإطلاق دويتو مع الفنان مروان خوري بعنوان «بعشق روحك»
- من أغانيها أيضاً «حبوك عيوني» التي تم تصويرها كفيديو كليب.
- ذكرني باسمك

### التلفزيونية
- إنها تحتل ذاكرتي
- الرؤية الثالثة مع بديع أبو شقرا (2012)
- دكتور هلا (2007)

### السينمائية
- نهاية حلم

### المسرحية
- على أرض الغجر

## وصلات خارجية
- ألين لحود على موقع IMDb (الإنجليزية)
- ألين لحود على موقع قاعدة بيانات الأفلام العربية
- ألين لحود على موقع ميوزك برينز (الإنجليزية)
- ألين لحود على موقع ديسكوغز (الإنجليزية)